# Linda Cardellini
Linda Edna Cardellini (Redwood City, Kalifornia, 1975. június 25. –) háromszoros Emmy-jelölt amerikai színésznő, producer. 
Legismertebb szerepei közé tartozik Vilma Dinkley az élőszereplős Scooby-Doo-filmekben és Judy Hale a fekete humorú Halott vagy című sorozatban. Cardellini ezek mellett feltűnt az Oscar-díjas Zöld könyv – Útmutató az élethez című filmben, a Paul Feig által jegyzett Különcök és stréberek című vígjátéksorozatban, illetve a Vészhelyzetben is. 

## Fiatalkora és családja
Linda Edna Cardellini Redwood City-ben, Kaliforniában született Lorraine Hernan és Wayne David Cardellini gyermekeként. Édesanyja ír, édesapja olasz származású.

## Filmográfia

### Film

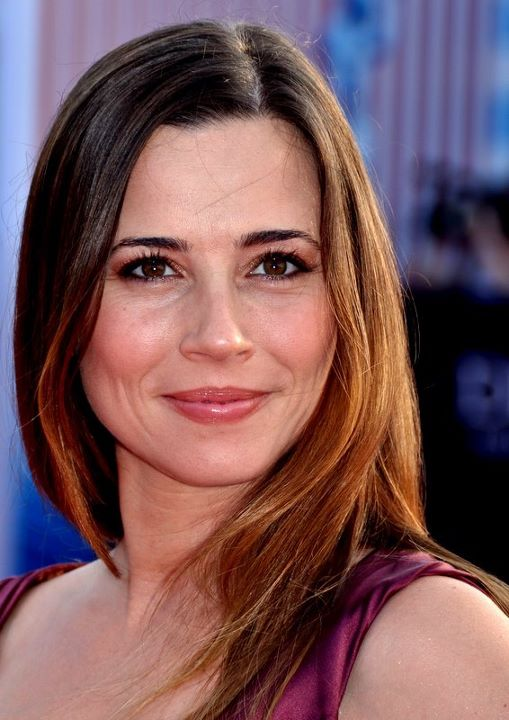
2011-ben

| Év   | Magyar cím                            | Eredeti cím                      | Szerep               | Magyar hang       |
| ---- | ------------------------------------- | -------------------------------- | -------------------- | ----------------- |
| 1997 | Hamm Burger                           | Good Burger                      | Heather              | Somlai Edina      |
| 1998 |                                       | Strangeland                      | Genevieve Gage       |                   |
| 1998 | Egy hulla a szobatársam               | Dead Man on Campus               | Kelly                |                   |
| 1999 | Szörfös és királyfi                   | The Prince and the Surfer        | Melissa              |                   |
| 2001 | Kimondatlan                           | The Unsaid                       | Shelly Hunter        | Simonyi Piroska   |
| 2001 | Doktor Szöszi                         | Legally Blonde                   | Chutney Windham      | Vadász Bea        |
| 2002 | Scooby-Doo – A nagy csapat            | Scooby-Doo                       | Vilma Dinkley        | Madarász Éva      |
| 2004 | Scooby-Doo 2. – Szörnyek póráz nélkül | Scooby-Doo 2: Monsters Unleashed | Vilma Dinkley        | Madarász Éva      |
| 2004 | Diliwood                              | Jiminy Glick in Lalawood         | Natalie Coolidge     |                   |
| 2004 |                                       | LolliLove                        | Linda                |                   |
| 2005 | Brokeback Mountain – Túl a barátságon | Brokeback Mountain               | Cassie Cartwright    | Botos Éva         |
| 2005 | Amerikai fegyver                      | American Gun                     | Mary Ann Wilk        | Szabó Zselyke     |
| 2006 | A nagyi szeme fénye                   | Grandma's Boy                    | Samantha             | Major Melinda     |
| 2008 | A Lazarus-terv                        | The Lazarus Project              | Julie Ingram         | Major Melinda     |
| 2011 | Nem írnek való vidék                  | Kill the Irishman                | Joan Madigan         | Zsigmond Tamara   |
| 2011 | Superman és a Nap-expedíció           | All-Star Superman                | Nasthalthia (hangja) | Nemes Takách Kata |
| 2011 |                                       | Return                           | Kelli                |                   |
| 2010 | Super                                 | Super                            | állatbolti dolgozó   | Orosz Helga       |
| 2014 | Üdv a világomban!                     | Welcome to Me                    | Gina Selway          | Bognár Anna       |
| 2015 | Megjött apuci!                        | Daddy's Home                     | Sara Whitaker        | Zsigmond Tamara   |
| 2015 | Bosszúállók: Ultron kora              | Avengers: Age of Ultron          | Laura Barton         | Bognár Anna       |
| 2016 | Az alapító                            | The Founder                      | Joan Smith           | Vadász Bea        |
| 2017 | Megjött apuci 2.                      | Daddy's Home 2                   | Sara Whitaker        | Zsigmond Tamara   |
| 2017 |                                       | Austin Found                     | Leanne Wilson        |                   |
| 2018 | A Hunter Killer küldetés              | Hunter Killer                    | Jane Norquist        | Bognár Anna       |
| 2018 | Egy kis szívesség                     | A Simple Favor                   | Diana Hyland         | F. Nagy Erika     |
| 2018 | Zöld könyv – Útmutató az élethez      | Green Book                       | Dolores Vallelonga   | Zsigmond Tamara   |
| 2019 | A gyászoló asszony átka               | The Curse of La Llorona          | Anna Garcia          | Zsigmond Tamara   |
| 2019 | Bosszúállók: Végjáték                 | Avengers: Endgame                | Laura Barton         | Bognár Anna       |
| 2020 | Capone                                | Capone                           | Mae Capone           | Zsigmond Tamara   |
| 2023 | A galaxis őrzői: 3. rész              | Guardians of the Galaxy vol 3.   | Lylla (hang)         | Bognár Anna       |
| 2024 | Diótörők                              | Nutcrackers                      | Gretchen             |                   |
| 2025 | Nagyik                                | Nonnas                           | Olivia               | Bognár Anna       |

### Televízió
| Év        | Magyar cím                     | Eredeti cím                      | Szerep                                   | Megjegyzések                                                        |
| --------- | ------------------------------ | -------------------------------- | ---------------------------------------- | ------------------------------------------------------------------- |
| 1996      |                                | Bone Chillers                    | Sarah                                    | 10 epizód                                                           |
| 1997      | Űrbalekok                      | 3rd Rock from the Sun            | Lorna                                    | 1 epizód                                                            |
| 1997      |                                | Pacific Palisades                | Sara                                     | 2 epizód                                                            |
| 1997      | Spinédzserek                   | Clueless                         | Oddrey                                   | 1 epizód                                                            |
| 1997      | Egyről a kettőre               | Step by Step                     | Cassie Evans                             | 1 epizód                                                            |
| 1998      | Az ígéret földje               | Promised Land                    | Amber                                    | 1 epizód                                                            |
| 1998      | Kenan és Kel                   | Kenan & Kel                      | Becky                                    | 1 epizód                                                            |
| 1998–1999 |                                | Guys Like Us                     | Jude                                     | 7 epizód                                                            |
| 1998–1999 | A kis gézengúz                 | Boy Meets World                  | Lauren                                   | 4 epizód                                                            |
| 1999      |                                | Dying to Live                    | Leslie Dugger                            | tévéfilm                                                            |
| 1999      |                                | The Lot                          | June Parker                              | 4 epizód                                                            |
| 1999–2000 | Különcök és stréberek          | Freaks and Geeks                 | Lindsay Weir                             | 18 epizód                                                           |
| 2003      | Alkonyzóna                     | The Twilight Zone                | Ali Warner                               | 1 epizód                                                            |
| 2003–2009 | Vészhelyzet                    | ER                               | Samantha Taggart                         | - 128 epizód - magyar hangja: - Zsigmond Tamara                     |
| 2005–2018 | Robotcsirke                    | Robot Chicken                    | Vilma Dinkley / egyéb szereplők (hangja) | 4 epizód                                                            |
| 2007      |                                | Human Giant                      | Melody Richards                          | 1 epizód                                                            |
| 2008      | Komancsok holdja               | Comanche Moon                    | Clara Forsythe                           | 3 epizód                                                            |
| 2009      |                                | Cupid                            | masszőr                                  | 1 epizód                                                            |
| 2009      |                                | The Goode Family                 | Bliss Goode / Shelley (hangja)           | 13 epizód                                                           |
| 2011      | A célszemély                   | Person of Interest               | Dr. Megan Tillman                        | 1 epizód                                                            |
| 2011–2013 | Scooby-Doo: Rejtélyek nyomában | Scooby-Doo! Mystery Incorporated | Marcy Fleach (hangja)                    | 8 epizód                                                            |
| 2012–2015 | Parkműsor                      | Regular Show                     | CJ (hangja)                              | - 24 epizód - magyar hangja: - Ősi Ildikó                           |
| 2012–2016 | Rejtélyek városkája            | Gravity Falls                    | Wendy Corduroy (hangja)                  | - 31 epizód - magyar hangja: - Dögei Éva                            |
| 2013      |                                | Out There                        | Sharla Lemoyne                           | 5 epizód                                                            |
| 2013–2015 | Mad Men – Reklámőrültek        | Mad Men                          | Sylvia Rosen                             | 9 epizód                                                            |
| 2013–2016 | Sanjay és Craig                | Sanjay and Craig                 | Megan Sparkles (hangja)                  | - 40 epizód - magyar hangja: - Berkes Boglárka                      |
| 2014      | Új csaj                        | New Girl                         | Abby Day                                 | 3 epizód                                                            |
| 2015–2017 | A vérvonal árnyai              | Bloodline                        | Meg Rayburn                              | 33 epizód                                                           |
| 2019–2022 | Halott vagy                    | Dead to Me                       | Judy Hale                                | - 30 epizód - főszereplő és producer - magyar hangja: - Varga Klári |
| 2020      | Muppetek most                  | Muppets Now                      | önmaga                                   | - 6 epizód - magyar hangja: - Zsigmond Tamara                       |
| 2021      | Sólyomszem                     | Hawkeye                          | Laura Barton                             | - 5 epizód - magyar hangja: - Bognár Anna                           |
| 2024–     | Különc Kommandó                | Creature Commandos               | Elizabeth Bates (hangja)                 | - vendégszereplő - magyar hangja: - Csuha Borbála                   |
| 2024–     | Hullik a vakolat               | No Good Deed                     | Margo Starling                           | főszereplő                                                          |